# Mistrzostwa Azji w Judo 2022
Mistrzostwa Azji w judo rozegrano w Nur-Sułtanie w Kazachstanie w dniach 4–7 sierpnia 2022 roku, na terenie „Zhaksylyk Ushkempirov Martial Art Palace”.

## Tabela medalowa
Gospodarz zawodów został zaznaczony kolorem.
| Poz.  | Państwo                      |    |    |    | Łącznie |
| ----- | ---------------------------- | -- | -- | -- | ------- |
| 1.    | Japonia                      | 10 | 3  | 0  | 13      |
| 2.    | Mongolia                     | 2  | 1  | 5  | 8       |
| 3.    | Kazachstan                   | 1  | 2  | 6  | 9       |
| .     | Uzbekistan                   | 1  | 2  | 6  | 9       |
| 5.    | Zjednoczone Emiraty Arabskie | 1  | 0  | 1  | 2       |
| 6.    | Korea Południowa             | 0  | 2  | 4  | 6       |
| .     | Chiny                        | 0  | 2  | 4  | 6       |
| 8.    | Tadżykistan                  | 0  | 2  | 1  | 3       |
| 9.    | Kirgistan                    | 0  | 1  | 1  | 2       |
| 10.   | Chińskie Tajpej              | 0  | 0  | 2  | 2       |
| Razem | Razem                        | 15 | 15 | 30 | 60      |

## Mężczyźni
| Waga    | Złoto                   | Srebro             | Brąz               | Brąz                      |
| 60 kg   | Ryūju Nagayama          | Kim Won-jin        | Magzhan Shamshadin | Yang Yung-wei             |
| 66 kg   | Jondonperenlejn Baschüü | Ryoma Tanaka       | Gusman Kyrgyzbajew | Muxriddin Tilovov         |
| 73 kg   | Daniyar Shamshayev      | Murodjon Yuldoshev | Obidkhon Nomonov   | Chyngyzkhan Sagynaliev    |
| 81 kg   | Takeshi Sasaki          | Shodmon Rizoev     | Somon Makhmadbekov | Nugzar Tatalaszwili       |
| 90 kg   | Sanshiro Murao          | Erlan Sherov       | Didar Chamza       | Gantulgyn Altanbagana     |
| 100 kg  | Dzhafar Kostoev         | Isłam Bozbajew     | Nurlykhan Sharkhan | Batkhuyagiin Gonchigsüren |
| +100 kg | Kokoro Kageura          | Temur Rachimow     | Bekmurod Oltiboyev | Shokhruh Bakhtiyorov      |

## Kobiety
| Waga            | Złoto              | Srebro              | Brąz                     | Brąz                     |
| 48 kg           | Wakana Koga        | Abiba Abużakynowa   | Lee Hye-kyeong           | Ganbaataryn Narantsetseg |
| 52 kg           | Diyora Keldiyorova | Ai Shishime         | Jung Ye-rin              | Bishreltiin Khorloodoi   |
| 57 kg           | Momo Tamaoki       | Cai Qi              | Lien Chen-ling           | Nilufar Ermaganbetova    |
| 63 kg           | Boldyn Ganchajcz   | Nami Nabekura       | Kim Ji-jeong             | Tang Jing                |
| 70 kg           | Yoko Ono           | Gulnoza Matniyazova | Tserendulamyn Enkhchimeg | Shokhista Nazarova       |
| 78 kg           | Mami Umeki         | Lee Jeong-yun       | Aruna Jangeldina         | Ma Zhenzhao              |
| +78 kg          | Akira Sone         | Xu Shiyan           | Kim Ha-yun               | Su Xin                   |
| Drużynowo mikst | Japonia            | Mongolia            | Kazachstan               | Chiny                    |